# Шунема
Шунема (рос. Шунема) — селище в Вельському районі Архангельської області Російської Федерації.
Населення становить 421 особу. Входить до складу муніципального утворення Шадреньгське муніципальне утворення.

## Історія
Від 1937 року належить до Архангельської області.
Від 2004 року належить до муніципального утворення Шадреньгське муніципальне утворення.

## Населення
| 2002 | 2010 | 2012 | 2014 |
| ---- | ---- | ---- | ---- |
| 502  | ↘431 | ↗520 | ↘421 |